# Judith Wiesner
Judith Pözl (Hallein, 1966. március 2. –) osztrák teniszezőnő. Pályafutása során hat egyéni és három páros WTA-tornát nyert.

## Év végi világranglista-helyezései
| Év       | 1987 | 1988 | 1989 | 1990 | 1991 | 1992 | 1993 | 1994 | 1995 | 1996 |
| Helyezés | 34.  | 36.  | 35.  | 17.  | 16.  | 25.  | 21.  | 25.  | 25.  | 19.  |

## Külső hivatkozások
- Judith Wiesner profilja a WTA oldalán (angolul)